# 大越顕光
大越 顕光（おおごえ あきみつ）は、戦国時代の武将。田村氏の家臣。大越家は1万石を有する田村二番の大家として権勢を誇っていた。愛馬は朝霧。

## 生涯
大越利顕の子として大永5年（1525年）に生まれる。
天文12年（1543年）4月天文の乱において、祖父大越常光が安積郡において戦死した。翌天文13年（1544年）7月、田村家中の常葉光貞と大越顕光は、伊達晴宗派の石川稙光・石川晴光父子との和睦に努力することを石川方に対して誓約した。
天正14年（1586年）、主君田村清顕が病没したため、相馬義胤に従い伊達政宗勢と戦い敗退した。天正17年（1588年）、大越館の戦いで伊達政宗の家臣伊達成実勢の攻撃を受け岩城常隆のもとに落延びた。
天正17年（1589年）に田村家への帰参を図ったが、岩城常隆に露見して捕縛され自刃に追い込まれた。